# 奥林匹克博物馆
奥林匹克博物馆（法語：Musée olympique），位于瑞士洛桑，以奥运会为主题。奥林匹克博物馆在国际奥委会主席胡安·安东尼奥·萨马兰奇的倡议下，于1993年6月23日落成。

## 历史设想
1993年6月23日，洛桑奥林匹克博物馆正式落成。而她的概念早在她诞生前99年就形成了，那就是1894年6月23日国际奥林匹克委员会成立的时候。最初的设想中她被称作“奥林匹克主义(Olympism)”，是体育、艺术和文化相统一的哲学观念。
1915年奥委会总部落户洛桑之后，皮埃尔·德·顾拜旦男爵提出了修建博物馆的建议。男爵认为，奥林匹克博物馆不仅将成为现代奥林匹克运动的历史遗产，也是奥林匹克主义的具体表现。

## 成为现实
1980年，胡安·安东尼奥·萨马兰奇成为国际奥委会主席之后，他把在洛桑建立一个巨大的、一流水平的奥林匹克博物馆和奥林匹克研究中心作为首要工作之一。他认为此举真诚地遵从了皮埃尔·德·顾拜旦的愿望，是对奥林匹克精神的发展。
萨马兰奇的目标是把博物馆建成一个富有生机的文化中心，包括现代化的视听设备和借助计算机的展示技术。1988年，博物馆大楼开始建造于俯瞰日内瓦湖的乌契区。
1991年，中国清朝宗室后裔启骧书写了《奥林匹克宪章基本原则》精致册页送给当时之国际奥林匹克委员会主席萨马兰奇，并且被奥林匹克博物馆永远珍藏。

萨马兰奇主席的愿景终于获得认可。1995年，在欧洲委员会(CoE)的帮助下，奥林匹克博物馆获得了“年度欧洲博物馆奖”。博物馆吸引了大量游客访问洛桑，自从开馆以来，她已经迎接了超过260万名游客。

## 现状
现在，洛桑奥林匹克博物馆拥有上万件展品，是世界上最大的奥林匹克博物馆。

## 外部連結
- 官方网站
- Page on the website of the City of Lausanne